# Manitoulin District
Manitoulin District är ett distrikt i provinsen Ontario i Kanada.  Det ligger i Huronsjön och består av Manitoulin Island och flera mindre öar. Distriktet hade 13 255 invånare vid folkräkningen 2016.

## Kommuner
I Manitoulin finns följande kommuner:
| Kommunnamn                              | Kommuntyp    |
| --------------------------------------- | ------------ |
| Gore Bay                                | Town         |
| Assiginack                              | Township     |
| Billings                                | Township     |
| Burpee and Mills                        | Township     |
| Cockburn Island                         | Township     |
| Tehkummah                               | Township     |
| Central Manitoulin                      | Municipality |
| Gordon/Barrie Island                    | Municipality |
| Northeastern Manitoulin and the Islands | Municipality |

Dessutom finns sju indianreservat:
- M'Chigeeng Indian Reserve 22
- Sheguiandah Indian Reserve 24
- Sheshegwaning Indian Reserve 20
- Sucker Creek Indian Reserve 23
- Whitefish River Indian Reserve 4
- Wikwemikong Unceded Indian Reserve 26
- Zhiibaahaasing Indian Reserve 19A